# Lak na nehty

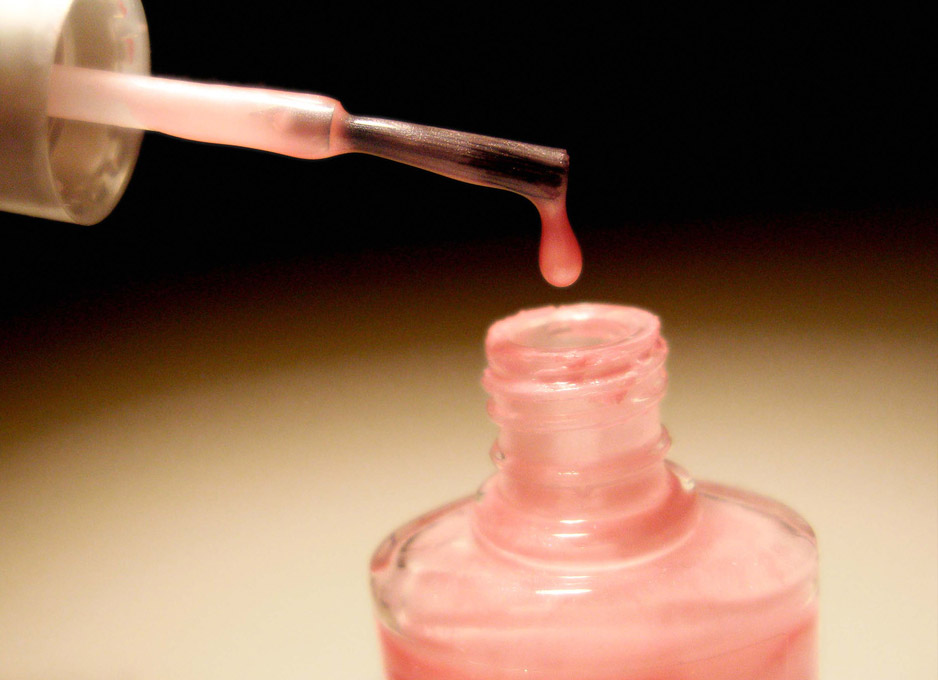
Lak na nehty

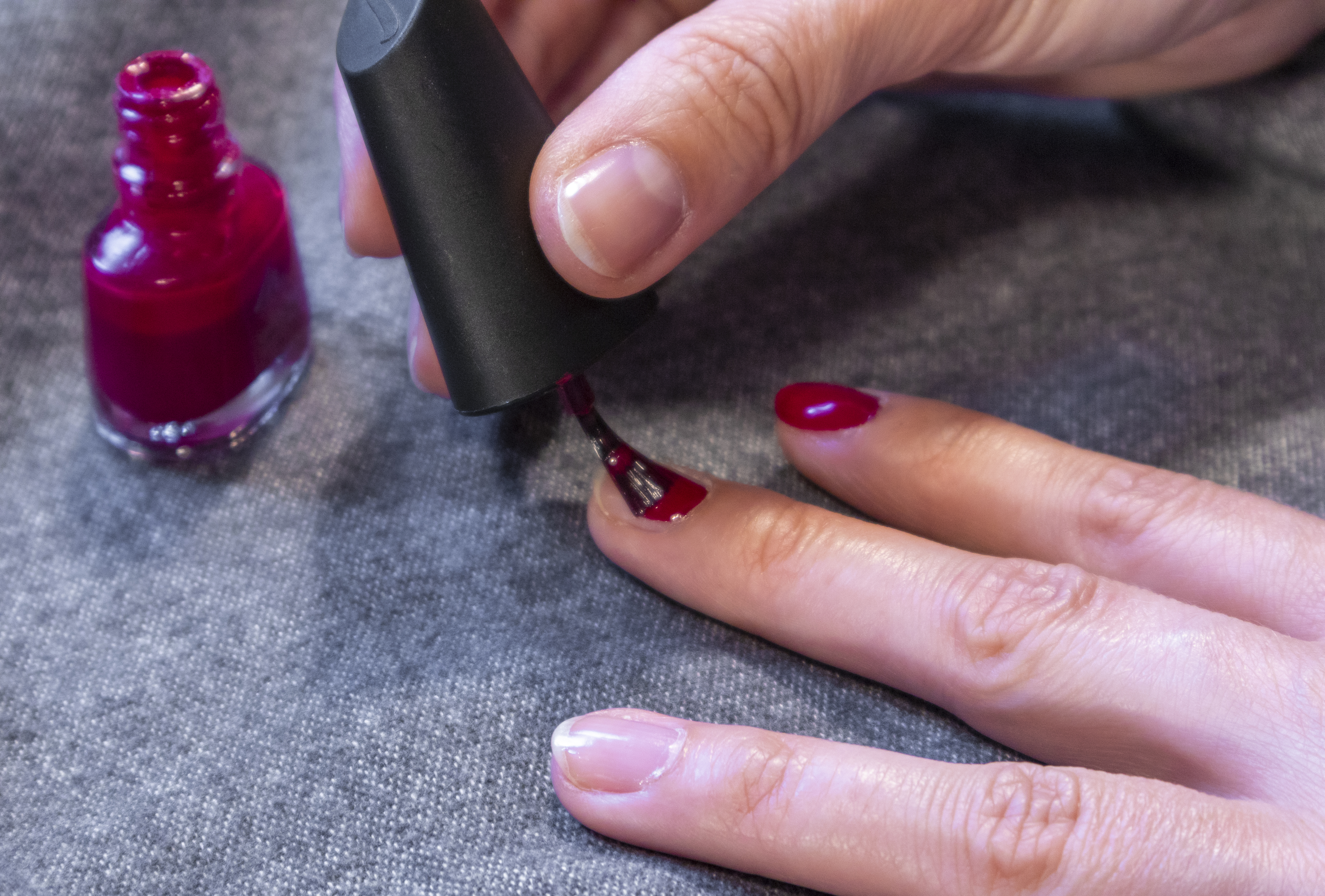
Malování nehtů

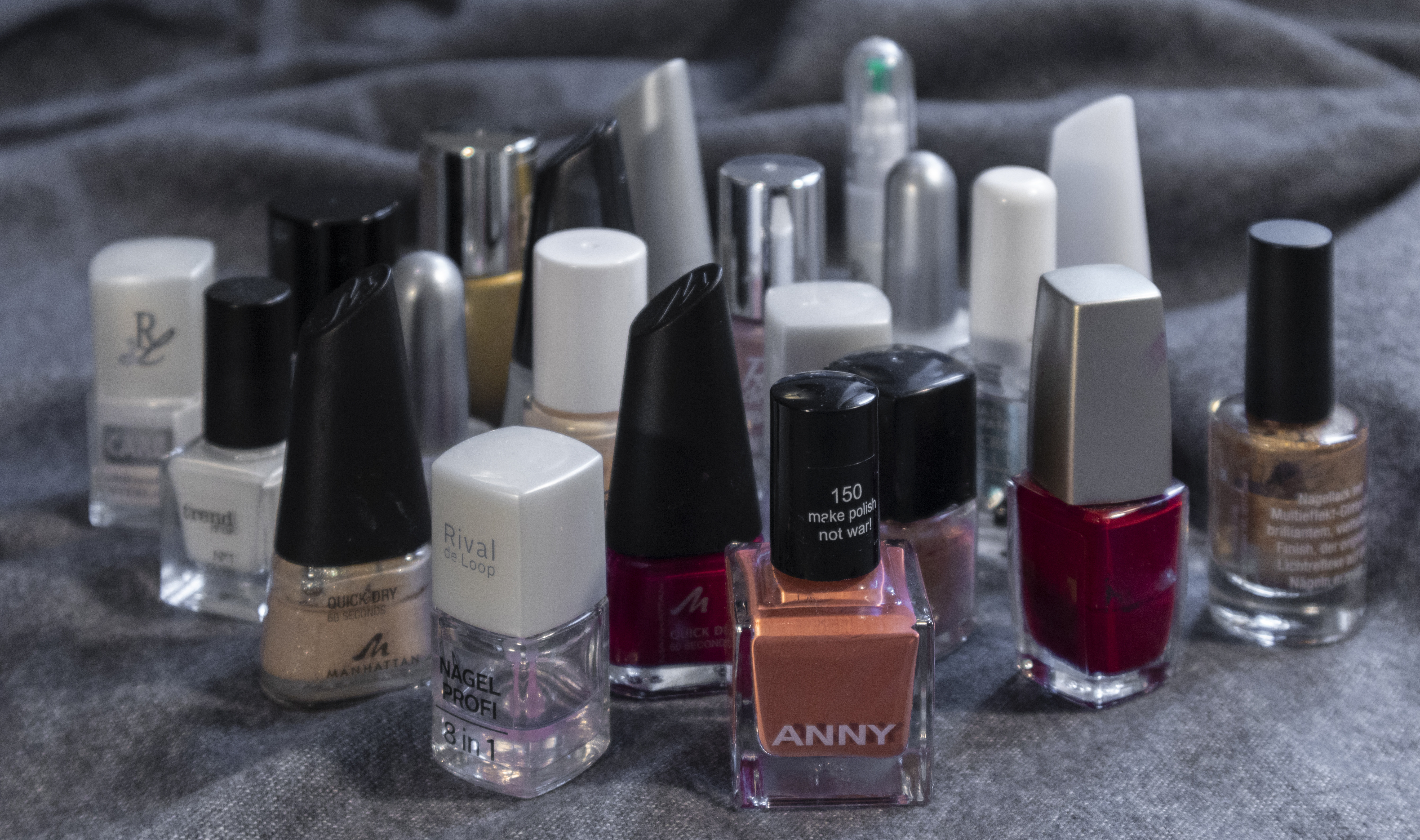
Laky

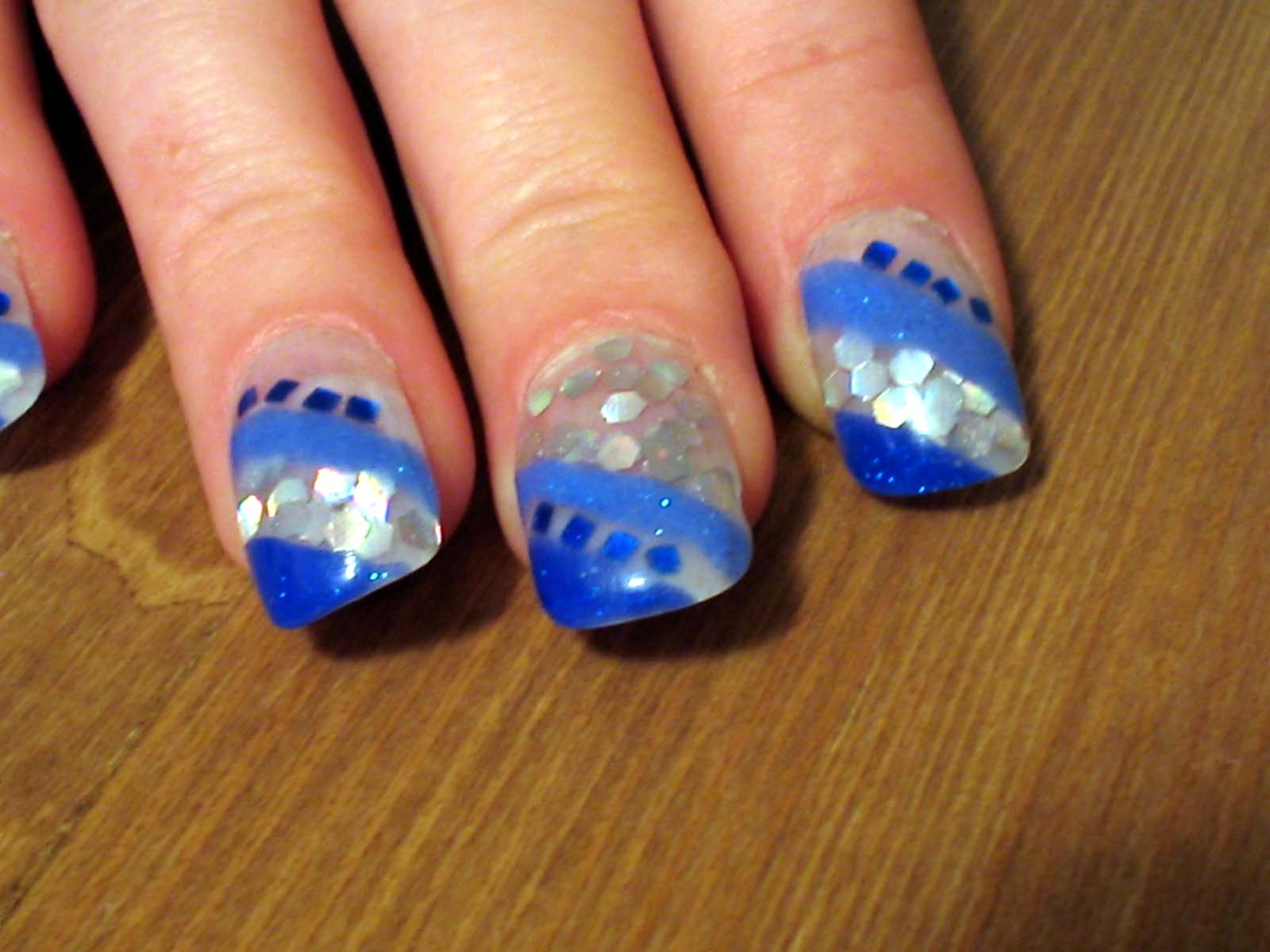
Namalované a polepené nehty

Lak na nehty je druh kosmetického líčidla, které se používá pro zvýraznění a zpevnění nehtů, vytvoření umělého lesku, změně barvy či vytvoření okrasného ornamentu. Aplikuje se pomocí malého štětečku na všechny prsty na rukou i nohou. Časté jsou tmavě rudé barvy laku, či bezbarvá varianta sloužící pouze k posílení lesku. Existuje ale celá škála barev, které je možné na nehtech i kombinovat od průhledné, žluté, červené, zelené, modré až po černou.
Před aplikací laku by měly být nehty pořádně umyté, vyčištěné a usušené, aby lak dobře přilnul a neodloupával se. Pro delší životnost laku se dá využívat i podkladový lak na nehty. Současně se doporučuje nanášet lak ve dvou vrstvách s intervalem okolo jedné minuty, čímž se zlepší jeho přilnutí a výsledný vzhled. Během aplikace se lak roztírá pravidelně po celém nehtu až ke kůži a následně se nechává volně zaschnout (pokud již částečně zatuhl, je možné urychlit zasychání kmitavými pohyby končetiny). V některých případech se nalakované nehty přetřou ještě ochranným lakem, který prodlouží životnost a vytváří vrstvu před okolním prostředím. Lak na nehty se odstraňuje z nehtů za pomocí vaty a kosmetického odlakovače.

## Historie
Traduje se, že zdobení nehtů probíhalo již ve starověkém Egyptě, kde se k líčení nevyužíval lak na nehty, ale henna, či kombinace různých obarvených tuků. Některé prameny ale naznačují, že používání je staršího data a probíhalo již ve starověké Číně, či Japonsku. V 17. století se využívalo vstřikování organických barviv do nehtového lůžka, které vedlo k růstu barevných nehtů.
Moderní laky jsou datovány do roku 1917, kdy se objevuje první růžový a červený lak na nehty v moderní podobě.Následoval rychlý rozvoj a od roku 1920 je lak na nehty již široce prodáván převážně v lékárnách a drogeriích. Nástup II. světové války měl za následek snížení produkce laků na nehty, jelikož látky pro jejich výrobu byly potřeba ve vojenství. Jejich nedostatek vedl k hledání alternativních možností, což vedlo k používání nových látek, které jsou používány v moderních lacích na nehty.